# Чорна мітка (телесеріал)
«Чорна мітка» (варіант — «Повідомлення про викриття», англ. Burn Notice) — американський драмедійний телевізійний серіал, створений Меттом Ніксом. Прем'єра шпигунсько-детективного шоу відбулася в кабельній мережі USA Network у 2007—2013 роках. Головні ролі виконали актори: Джеффрі Донован, Габріель Анвар, Брюс Кемпбелл, Шерон Глесс, від четвертого сезону — Кобі Белл.
Усього в циклі історій про колишнього агента американської розвідки з 28 червня 2007 по 12 вересня 2013 року вийшло 7 сезонів (111 епізодів) та один повнометражний телефільм «Чорна мітка: Падіння Сема Екса».

## Сюжет
Стиль серіалу — розповідь від першої особи, включаючи прийом «потік свідомості» за кадром від імені колишнього агента («ні-ні, не ЦРУ») Майкла Веста (актор Джеффрі Донован). «Чорна мітка» (букв. «пекуче повідомлення») — термін, яким співробітники американських спецслужб називають визнання агента або джерело ненадійним та потрапляння його у чорний список із позбавленням усіх повноважень, засобів і контактів. Саме це трапилося із Вестом, який не розуміє, в чому причина його «блокування».
Дивом урятувавшись після таємної операції в Нігерії, зірваної раптовим оголошенням про ненадійність Веста, агент несподівано для себе приходить до тями в рідному місті Маямі. Поруч із собою Майкл виявляє свою колишню подругу, але всі його зв'язкові зі спецслужб відмовляються мати з ним справу. Він перебуває під постійним наглядом агентів ФБР, а його особисті банківські рахунки заморожені урядом. Єдине, що він зміг дізнатися від свого куратора, — якась важлива «шишка» хоче, щоб він не полишав Маямі. Як тільки Вест спробує виїхати, його негайно заарештують та довічно заховають у таємній в'язниці. Вест починає заробляти гроші як приватний детектив без ліцензії, попутно намагаючись розібратися, хто його підставив.

## Актори і персонажі
- Джеффрі Донован — Майкл Вест, оперативник спецслужб, оголошений ненадійним (і небезпечним) агентом. У нього є «два чорних пояси» із бойових мистецтв, він може досконало використовувати «що завгодно, що стріляє кулями, або має лезо». Для своїх цілей часто збирає саморобні електронні прилади з куплених побутових електротоварів. Вільно спілкується кількома мовами.
- Габріель Анвар[en] — Фіона Гленан, колишня бойовиця ІРА, грабіжниця банків і подруга Майкла. Майже така ж небезпечна, як він сам.
- Брюс Кемпбелл — Сем Екс, підстаркуватий колишній «морський котик». Розважає багатих жінок Маямі, які взамін надають йому житло та їдло. Давній товариш Веста, останній контакт агента зі спілкою шпигунів. Доповідає про Майкла у ФБР, не приховуючи цього.
- Шерон Глесс — Медлін Вест, мати Майкла. Основні заняття — безперервне куріння та пошук у себе різних неіснуючих хвороб, на лікування яких уходить левова частка доходів сина. Майкл уважає, що саме його нещасливе дитинство стало причиною служби таємним агентом.
- Кобі Белл[en] — Джессі Портер, експерт контррозвідки, якого Майкл випадково «спалив». Після того як його «чорну мітку» знімають, він самовільно звільняється зі спецслужб і створює свою приватну охоронну фірму.

## Список епізодів
| Сезони    | Епізоди   | Прем'єрний показ | Прем'єрний показ |
| Сезони    | Епізоди   | початок          | закінчення       |
| --------- | --------- | ---------------- | ---------------- |
| 1         | 12        | 28 червня 2007   | 20 вересня 2007  |
| 2         | 16        | 10 липня 2008    | 5 березня 2009   |
| 3         | 16        | 4 червня 2009    | 4 березня 2010   |
| 4         | 18        | 3 червня 2010    | 16 грудня 2010   |
| телефільм | телефільм | 17 квітня 2011   | 17 квітня 2011   |
| 5         | 18        | 23 червня 2011   | 15 грудня 2011   |
| 6         | 18        | 14 червня 2012   | 20 грудня 2012   |
| 7         | 13        | 6 червня 2013    | 12 вересня 2013  |